# 서울 광진 FC
서울 광진 FC(Seoul Gwangjin Futsal Club)는 대한민국 서울특별시에 있었던 풋살 선수단이다. 서울광진유소년축구단이 운영했던 남자 세미프로 풋살단이며, 2009년에 창단되었고 2017년에 해단되었다.

## 연혁
- 2002년: 서울광진JSD축구교실 창단
- 2007년: 서울광진유소년축구단으로 이름 변경
- 2009년 12월: 서울광진풋살클럽창단(2009-2010FK리그참가)

## 참고 문헌
- “스포츠지원포털 등록 현황”. 대한체육회.
- “KFA 통합경기정보 시스템”. 대한축구협회.